# Гиперлексия

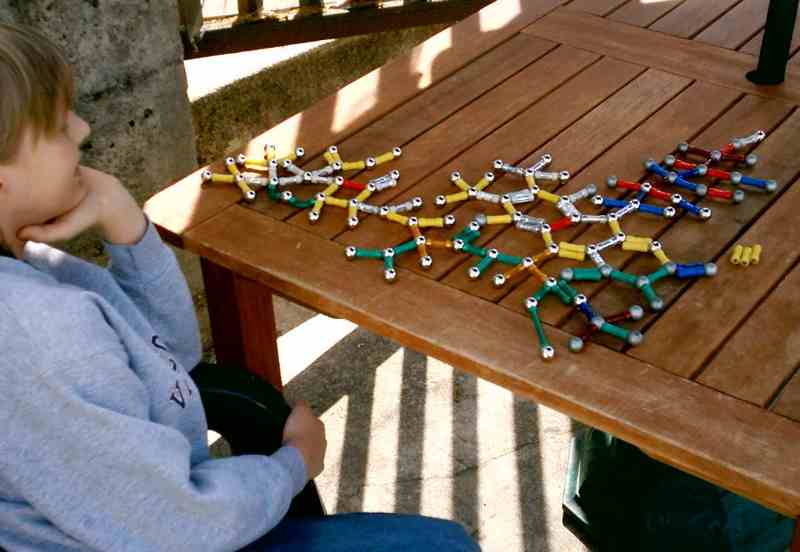
Дети-аутисты часто демонстрируют симптомы гиперлексии.

Гиперле́ксия (англ. hyperlexia) в психологии — гипертрофированная способность человека к развитию навыков чтения и письма при одновременной заниженной способности к развитию разговорной речи. Встречается у людей с расстройствами аутистического спектра. Явление противоположно дислексии.

## Описание явления
Гиперлексия была впервые описана в 1967 году как повышенная, слишком рано развившаяся способность ребёнка читать отдельные слова. Часть людей, страдающих гиперлексией, в то же время с трудом понимает устную речь. Все или почти все дети-гиперлексики имеют тот или иной диагноз (их всего 5) из группы расстройств аутистического спектра. От 5 до 10 % детей с аутизмом склонны к гиперлексии.
Маленьким детям, страдающим гиперлексией, особенно нравятся буквы и цифры. Они обладают феноменальной памятью, легко распознают элементы текста и, как правило, учатся читать и писать в раннем детстве. Некоторые из них способны безошибочно произносить по буквам длинные слова (например «гиппопотам»), не достигнув двухлетнего возраста, и читать целые предложения до трёхлетнего возраста. Исследования с использованием магнитно-резонансной томографии  показали, что гиперлексия похожа на неврологическую противоположность дислексии, при которой, наоборот, нарушается способность к овладению навыками чтения и письма при сохранении способности к пониманию разговорной речи.
Страдающие гиперлексией дети испытывают задержки речевого развития и серьёзные трудности в общении. Они учатся разговаривать «из-под палки» с помощью «зубрёжки» и часто неспособны пополнять словарный запас, абсорбируя речевые конструкции в процессе взаимодействия с окружающими. Их язык развивается путём эхолалии (механическое повторение услышанного), и на вопрос «Как тебя зовут?» ребёнок может сказать: «Тебя зовут Дима». Хотя такой ребёнок имеет большой словарный запас и без труда называет многие объекты и их изображения, он не способен связать слова в предложении, в особенности при спонтанном речевом общении.
Дети-гиперлексики часто имеют пониженный интерес к играм с другими детьми.